# تشكيلات كأس اتحاد جنوب آسيا لكرة القدم 2011
يوجد في أدنى الصفحة تشكيلات فرق كأس اتحاد جنوب آسيا لكرة القدم 2011 والتي ستسضيفها الهند ومن المقرر اقامتها بين 2 و 11 ديسمبر 2011. المباريات الدولية واندية اللاعبين واعمارهم اعبارا من 2 ديسمبر 2011 – اليوم الافتتاحي للبطولة.

## المجموعة الأولى

### أفغانستان
المدرب:  محمد يوسف كارغر

### بوتان
المدرب:  هيرواكي ماتسوياما

### الهند
المدرب:  سافيو ميديرا

### سريلانكا
المدرب:  جانغ جونغ

## المجموعة الثانية

### بنغلاديش
المدرب:  سيباستيان ألستون

### المالديف
المدرب:  إستفان أورباني

### نيبال
المدرب:  سافيو ميديرا

### باكستان
المدرب:  غراهام روبرتس